# 89e cérémonie des Oscars
La 89e cérémonie des Oscars du cinéma (89th Academy Awards), organisée par l'Academy of Motion Picture Arts and Sciences, a eu lieu le 26 février 2017 au Dolby Theatre de Los Angeles pour récompenser les films sortis en 2016. Elle est présentée pour la première fois par le comédien Jimmy Kimmel. Ce dernier avait auparavant présenté les Emmy Awards en 2012 et 2016.
Les nominations sont annoncées le 24 janvier 2017.
En prélude à cette soirée, l’Académie a distingué par un Oscar d'honneur (Academy Honorary Award) Jackie Chan (acteur), Anne V. Coates (monteuse), Lynn Stalmaster (directrice de casting) et Frederick Wiseman (réalisateur) lors de la 8e cérémonie des Governors Awards, qui s'est déroulée le 12 novembre 2016. Le prix Jean Hersholt Humanitarian Awards n'a pas été remis cette année.
La soirée est marquée par une erreur lors de la remise du prix pour le meilleur film. Dans un premier temps la récompense est attribuée au film La La Land avant que le prix soit remis aux producteurs du film Moonlight, à la suite d'une inversion d'enveloppes. Warren Beatty et Faye Dunaway, réunis pour fêter les 50 ans de Bonnie et Clyde, décernent le prix suprême à La La Land par erreur. En réalité, il y a eu une confusion dans le classement des enveloppes et c'est celle de la catégorie précédente (meilleure actrice : Emma Stone pour La La Land) qui est redonnée aux remettants. Ne comprenant pas la mention d'Emma Stone par rapport au prix en question, Warren Beatty reste muet plusieurs secondes et passe l'enveloppe à Faye Dunaway qui en déduit que La La Land est vainqueur en lisant ce titre en dessous du nom de la comédienne. Alors que toute l'équipe de La La Land monte sur scène et entame un discours de remerciements, un des régisseurs des Oscars vient s'apercevoir de l'erreur. Après les remerciements, un des producteurs du film, Jordan Horowitz, revient au micro et annonce : "Non, il y a erreur ! Moonlight, vous avez l'Oscar du meilleur film ! Ce n'est pas une blague ! ». Les producteurs de Moonlight, véritables lauréats du trophée, viennent alors chercher la récompense. La société responsable des votes, PricewaterhouseCoopers s'excuse et congédie les huissiers responsables des enveloppes.
La La Land est cependant le film qui reçoit le plus de récompenses cette année avec six statuettes, dont celles de Meilleur réalisateur pour Damien Chazelle et de Meilleure actrice pour Emma Stone, alors que le compositeur Justin Hurwitz reçoit deux récompenses, pour la musique du film, et pour la chanson originale City of Stars.

## Nominations
Les nominations sont annoncées le 24 janvier 2017 sur les sites internet de l'Academy ainsi qu'en direct sur l'émission Good Morning America par la présidente de l'Académie Cheryl Boone Isaacs (en), les réalisateurs Guillermo del Toro et Jason Reitman, les actrices Brie Larson, Marcia Gay Harden, Glenn Close, Gabourey Sidibe et Jennifer Hudson et les acteurs Terrence Howard, Ken Watanabe et Demián Bichir. La La Land est le film le plus nommé, avec quatorze nominations, égalant le record d'Ève en 1950 et Titanic en 1997). Premier Contact et Moonlight arrivent en deuxième position avec huit nominations.

## Présentateurs et intervenants
Par ordre d'apparition.
Présentateurs

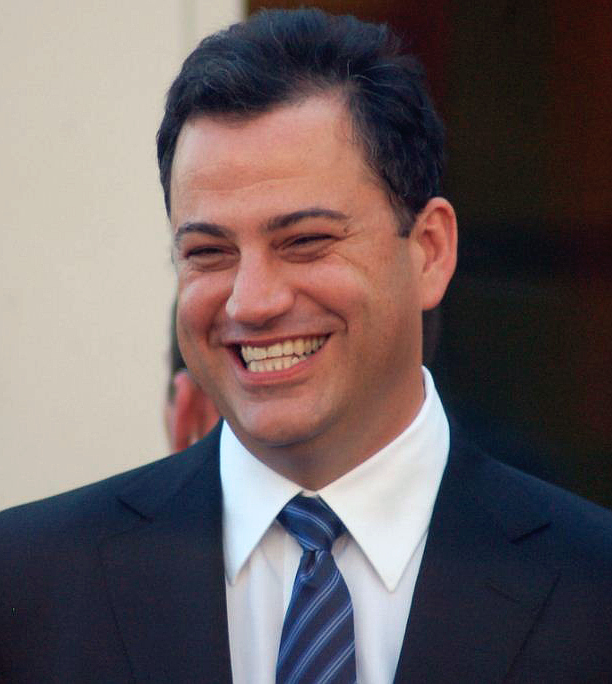
Jimmy Kimmel, maître de la cérémonie.

- Jimmy Kimmel, maître de cérémonie.

Intervenants
- Alicia Vikander remet l'Oscar du meilleur acteur dans un second rôle
- Jason Bateman et Kate McKinnon remettent l'Oscar des meilleurs maquillages et coiffures
- Taraji P. Henson, Janelle Monáe, Octavia Spencer et Katherine Johnson remettent l'Oscar du meilleur film documentaire
- Dwayne Johnson présente la chanson How Far I'll Go, nommé dans la catégorie meilleure chanson originale
- Sofia Boutella et Chris Evans remettent l'Oscar du meilleur montage de son et l'Oscar du meilleur mixage de son
- Mark Rylance remet l'Oscar de la meilleure actrice dans un second rôle
- Shirley MacLaine et Charlize Theron remettent l'Oscar du meilleur film étranger
- Dev Patel présente la chanson Empty Chair, chantée par Sting nommée dans la catégorie meilleure chanson originale
- Gael García Bernal et Hailee Steinfeld remettent l'Oscar du meilleur film d'animation et l'Oscar du meilleur court-métrage d'animation
- Jamie Dornan et Dakota Johnson remettent l'Oscar des meilleurs décors
- Riz Ahmed et Felicity Jones remettent l'Oscar des meilleurs effets visuels
- Michael J. Fox et Seth Rogen remettent l'Oscar du meilleur montage
- Salma Hayek et David Oyelowo remettent l'Oscar du meilleur court métrage en prises de vues réelles et l'Oscar du meilleur court métrage documentaire
- John Cho et Leslie Mann présentent le segment Oscars scientifiques et techniques
- Javier Bardem et Meryl Streep remettent l'Oscar de la meilleure photographie
- Ryan Gosling et Emma Stone présentent les chansons Audition (The Fools Who Dream) et City of Stars nommées dans la catégorie meilleure chanson originale
- Samuel L. Jackson remet l'Oscar de la meilleure musique de film
- Scarlett Johansson remet l'Oscar de la meilleure chanson originale
- Jennifer Aniston présente le segment In Memoriam
- Ben Affleck et Matt Damon remettent l'Oscar du meilleur scénario original
- Amy Adams remet l'Oscar du meilleur scénario adapté
- Halle Berry remet l'Oscar du meilleur réalisateur
- Brie Larson remet l'Oscar du meilleur acteur
- Leonardo DiCaprio remet l'Oscar de la meilleure actrice
- Warren Beatty et Faye Dunaway remettent l'Oscar du meilleur film

## Palmarès

### Meilleur film
- Moonlight, produit par Dede Gardner, Jeremy Kleiner et Adele Romanski
  - Comancheria (Hell or High Water), produit par Carla Hacken et Julie Yorn
  - Fences, produit par Todd Black (en), Scott Rudin et Denzel Washington
  - Les Figures de l'ombre (Hidden Figures), produit par Peter Chernin, Donna Gigliotti, Theodore Melfi, Jenno Topping (en) et Pharrell Williams
  - La La Land, produit par Fred Berger (en), Jordan Horowitz (en) et Marc Platt
  - Lion, produit par Iain Canning, Angie Fielder et Emile Sherman
  - Manchester by the Sea, produit par Lauren Beck, Matt Damon, Kimberly Steward (en), Chris Moore (film producer) (en) et Kevin J. Walsh (en)
  - Premier Contact (Arrival), produit par Shawn Levy, Dan Levine, Aaron Ryder et David Linde
  - Tu ne tueras point (Hacksaw Ridge), produit par Bill Mechanic (en) et David Permut (en)

### Meilleur réalisateur
- Damien Chazelle pour La La Land
  - Denis Villeneuve pour Premier Contact (Arrival)
  - Mel Gibson pour Tu ne tueras point (Hacksaw Ridge)
  - Kenneth Lonergan pour Manchester by the Sea
  - Barry Jenkins pour Moonlight

### Meilleur acteur
- Casey Affleck pour le rôle de Lee Chandler dans Manchester by the Sea
  - Andrew Garfield pour le rôle de Desmond Doss dans Tu ne tueras point (Hacksaw Ridge)
  - Ryan Gosling pour le rôle de Sebastian Wilder dans La La Land
  - Viggo Mortensen pour le rôle de Ben Cash dans Captain Fantastic
  - Denzel Washington pour le rôle de Troy Maxson dans Fences

### Meilleure actrice
- Emma Stone pour le rôle de Mia Dolan dans La La Land
  - Isabelle Huppert pour le rôle de Michèle Leblanc dans Elle
  - Ruth Negga pour le rôle de Mildred Loving dans Loving
  - Natalie Portman pour le rôle de Jackie Kennedy dans Jackie
  - Meryl Streep pour le rôle de Florence Foster Jenkins dans Florence Foster Jenkins

### Meilleur acteur dans un second rôle
- Mahershala Ali pour le rôle de Juan dans Moonlight
  - Jeff Bridges pour le rôle de Marcus Hamilton dans Comancheria (Hell or High Water)
  - Lucas Hedges pour le rôle de Patrick Chandler dans Manchester by the Sea
  - Dev Patel pour le rôle de Saroo Brierley dans Lion
  - Michael Shannon pour le rôle de Bobby Andes dans Nocturnal Animals

### Meilleure actrice dans un second rôle
- Viola Davis pour le rôle de Rose Lee Maxson dans Fences
  - Naomie Harris pour le rôle de Paula dans Moonlight
  - Nicole Kidman pour le rôle de Sue Brierley dans Lion
  - Octavia Spencer pour le rôle de Dorothy Vaughan dans Les Figures de l'ombre
  - Michelle Williams pour le rôle de Randi dans Manchester by the Sea

### Meilleur scénario original
- Manchester by the Sea – Kenneth Lonergan
  - Comancheria (Hell or High Water) – Taylor Sheridan
  - La La Land – Damien Chazelle
  - The Lobster – Yórgos Lánthimos et Efthýmis Filíppou
  - 20th Century Women – Mike Mills

### Meilleur scénario adapté
- Moonlight – Barry Jenkins et Tarell Alvin McCraney, d'après la pièce Au clair de lune, les noirs paraissent bleus de Tarell Alvin McCraney
  - Premier Contact (Arrival) – Eric Heisserer, d'après la nouvelle L'Histoire de ta vie de Ted Chiang
  - Fences – August Wilson, d'après sa propre pièce du même nom
  - Les Figures de l'ombre (Hidden Figures) – Allison Schroeder et Theodore Melfi, d'après le roman du même nom de Margot Lee Shetterly
  - Lion – Luke Davies, d'après le livre Un long chemin de Saroo Brierley et Larry Buttrose

### Meilleurs décors
- La La Land – Sandy Reynolds-Wasco et David Wasco
  - Premier Contact (Arrival) – Patrice Vermette et Paul Hotte
  - Les Animaux fantastiques (Fantastic Beasts and Where to Find Them) – Stuart Craig et Anna Pinnock
  - Ave, César ! (Hail, Caesar!) – Jess Gonchor (en) et Nancy Haigh
  - Passengers – Guy Hendrix Dyas et Gene Serdena (en)

### Meilleurs costumes
- Les Animaux fantastiques (Fantastic Beasts and Where to Find Them) – Colleen Atwood
  - Alliés – Joanna Johnston
  - Florence Foster Jenkins – Consolata Boyle
  - Jackie – Madeline Fontaine
  - La La Land – Mary Zophres

### Meilleurs maquillages et coiffures
- Suicide Squad – Alessandro Bertolazzi, Giorgio Gregorini et Christopher Nelson
  - Mr. Ove (En man som heter Ove) – Eva von Bahr et Love Larson (en)
  - Star Trek : Sans limites (Star Trek Beyond) – Joel Harlow (en) et Richard Alonzo

### Meilleure photographie
- La La Land – Linus Sandgren
  - Premier Contact (Arrival) – Bradford Young
  - Lion – Greig Fraser
  - Moonlight – James Laxton
  - Silence – Rodrigo Prieto

### Meilleur montage
- Tu ne tueras point (Hacksaw Ridge) – John Gilbert
  - Premier Contact (Arrival) – Joe Walker
  - Comancheria (Hell or High Water) – Jake Roberts
  - La La Land – Tom Cross
  - Moonlight – Joi McMillon et Nat Sanders

### Meilleur design de son
- Premier Contact (Arrival) – Sylvain Bellemare
  - Deepwater (Deepwater Horizon) – Wylie Stateman (en) et Renée Tondelli
  - Tu ne tueras point (Hacksaw Ridge) – Robert McKenzie et Andy Wright (en)
  - La La Land – Ai-Ling Lee et Mildred Iatrou Morgan
  - Sully – Alan Robert Murray et Bub Asman

### Meilleur mixage de son
- Tu ne tueras point (Hacksaw Ridge) – Kevin O'Connell (en), Robert McKenzie, Andy Wright (en) et Peter Grace
  - Premier Contact (Arrival) – Bernard Gariépy Strobl et Claude La Haye
  - La La Land – Andy Nelson, Ai-Ling Lee et Steve A. Morrow
  - Rogue One: A Star Wars Story – David Parker, Christopher Scarabosio (en) et Stuart Wilson (en)
  - 13 Hours (13 Hours: The Secret Soldiers of Benghazi) – Greg P. Russell (en), Gary Summers, Jeffrey J. Haboush (en) et Mac Ruth (en)

### Meilleurs effets visuels
- Le Livre de la jungle (The Jungle Book) – Robert Legato, Adam Valdez, Andrew R. Jones (en) et Dan Lemmon (en)
  - Deepwater (Deepwater Horizon) – Craig Hammeck, Jason Snell (en), Jason Billington, et Burt Dalton (en)
  - Doctor Strange – Stéphane Ceretti, Richard Bluff, Vincent Cirelli et Paul Corbould (en)
  - Kubo et l'Armure magique (Kubo and the Two Strings) – Steve Emerson, Oliver Jones, Brian McLean et Brad Schiff
  - Rogue One: A Star Wars Story – John Knoll, Mohen Leo, Hal Hickel et Neil Corbould (en)

### Meilleure chanson originale
- City of Stars dans La La Land – Paroles et musique : Benj Pasek, Justin Paul et Justin Hurwitz
  - Audition (The Fools Who Dream) dans La La Land – Paroles et musique : Benj Pasek, Justin Paul et Justin Hurwitz
  - Can't Stop the Feeling! dans Les Trolls (Trolls) – Paroles et musique : Justin Timberlake, Max Martin et Karl Johan Schuster
  - The Empty Chair dans Jim: The James Foley Story – Paroles et musique : J. Ralph et Sting
  - How Far I'll Go dans Vaiana : La Légende du bout du monde (Moana) – Paroles et musique : Lin-Manuel Miranda

### Meilleure musique de film
- La La Land – Justin Hurwitz
  - Jackie – Mica Levi
  - Lion – Dustin O'Halloran et Hauschka
  - Moonlight – Nicholas Britell
  - Passengers – Thomas Newman

### Meilleur film en langue étrangère
- Le Client (فروشنده) – Asghar Farhadi  Iran (en persan)
  - Mr. Ove (En man som heter Ove) – Hannes Holm  Suède (en suédois)
  - Les Oubliés (Under sandet) – Martin Zandvliet  Danemark (en danois)
  - Tanna – Martin Butler et Bentley Dean  Australie (en nauvhal)
  - Toni Erdmann – Maren Ade  Allemagne (en allemand)

### Meilleur film d'animation
- Zootopie (Zootopia) – Byron Howard, Rich Moore et Clark Spencer
  - Kubo et l'Armure magique (Kubo and the Two Strings) – Travis Knight et Arianne Sutner
  - Vaiana : La Légende du bout du monde (Moana) – John Musker, Ron Clements et Osnat Shurer (en)
  - Ma Vie de Courgette (My Life as a Zucchini) – Claude Barras et Max Karli
  - La Tortue rouge (The Red Turtle) – Michael Dudok de Wit et Toshio Suzuki

### Meilleur film documentaire
- O.J.: Made in America – Ezra Edelman et Caroline Waterlow
  - Fuocoammare – Gianfranco Rosi et Donatella Palermo (it)
  - I Am Not Your Negro – Raoul Peck, Rémi Grellety et Hébert Peck
  - Life, Animated – Roger Ross Williams et Julie Goldman (en)
  - Le 13e (13th) – Ava DuVernay, Spencer Averick et Howard Barish (en)

### Meilleur court métrage (prises de vues réelles)
- La Chorale (Mindenki) – Kristóf Deák et Anna Udvardy
  - Ennemis Intérieurs – Sélim Azzazi
  - La Femme et le TGV – Timo von Gunten et Giacun Caduff
  - Silent Nights (en) – Aske Bang (de) et Kim Magnusson (en)
  - Timecode – Juanjo Giménez Peña

### Meilleur court métrage (documentaire)
- Les Casques blancs – Orlando von Einsiedel et Joanna Natasegara
  - Extremis (en) – Dan Krauss
  - 4.1 Miles (en) – Daphne Matziaraki
  - Joe's Violin (en) – Kahane Cooperman et Raphaela Neihausen
  - Watani: My Homeland – Marcel Mettelsiefen (de) et Stephen Ellis

### Meilleur court métrage (animation)
- Piper – Alan Barillaro et Marc Sondheimer
  - Vaysha, l'aveugle (Blind Vaysha) – Theodore Ushev
  - Borrowed Time – Andrew Coats et Lou Hamou-Lhad
  - Pear Cider and Cigarettes – Robert Valley et Cara Speller
  - Pearl – Patrick Osborne

## Oscars spéciaux
Remis au cours de la 8e cérémonie des Governors Awards qui s'est déroulée le 12 novembre 2016 au Hollywood and Highland Center.

### Oscars d'honneur
Pour récompenser de façon extraordinaire l'ensemble d'une carrière, des contributions exceptionnelles au service des arts et des sciences du cinéma, ou encore un service rendu à l'Académie.
- Jackie Chan
- Anne V. Coates
- Lynn Stalmaster
- Frederick Wiseman

## Statistiques

### Nominations multiples
- 14 : La La Land
- 8 : Premier Contact, Moonlight
- 6 : Lion, Manchester by the Sea, Tu ne tueras point
- 4 : Comancheria, Fences
- 3 : Jackie, Les Figures de l'ombre
- 2 : Rogue One: A Star Wars Story, Passengers, Kubo et l'Armure magique, Florence Foster Jenkins, Les Animaux fantastiques, Vaiana : La Légende du bout du monde

### Récompenses multiples
- 6 / 14 : La La Land
- 3 / 8 : Moonlight
- 2 / 6 : Manchester by the Sea
- 2 / 6 : Tu ne tueras point

### Les grands perdants
- 1 / 8 : Premier Contact
- 1 / 4 : Fences
- 1 / 2 : Les Animaux fantastiques
- 0 / 6 : Lion
- 0 / 4 : Comancheria
- 0 / 3 : Jackie
- 0 / 3 : Les Figures de l'ombre